# Bernd Franke
Bernd Franke (Bliesen, 12 de fevereiro de 1948) é um ex-futebolista profissional alemão que atuava como goleiro.

## Carreira
Bernd Franke fez parte do elenco da Seleção Alemã de Futebol, da Copa de 1982.